# No Names Club
Il No Names Club noto anche come N.N. Club era una squadra di calcio amatoriale inglese fondata nel 1863 e sciolta nel 1870 con sede nel distretto di Kilburn a Londra.                                                                                                                                                                                                     

## Storia
Il club sconfisse il Barnes F.C. in amichevole nel 1863, Fu uno degli undici membri fondatori della Football Association, ed era rappresentato dal capitano del club Arthur Pember. 
Non è chiaro quando il club si è sciolto; secondo gli articoli dei giornali il No Names avrebbe dovuto giocare contro l'Upton Park nel febbraio del 1870, e il club inviò un rappresentante alla riunione annuale della Football Association quel mese, ma gli elenchi delle partite pubblicati successivamente non mostrano nessuna partita giocata dal club, Il club è assente dalla lista dei membri della Football Association dal 1871 in poi.

## Amichevoli giocate dal No Names Club

### 1862-63
25 Gennaio 1863 No Names 4-0 Barnes 
28 Aprile 1863 Barnes 0-2 No Name

### 1863-64
30 Gennaio 1864 No Names 3-0 Barnes
5 Marzo 1864 Barnes 1-1 No Name

### 1864-65
Data Sconosciuta 1864 Wanderers ?-? No Name

### 1867-68
9 Novembre 1867 No Names 1-0 Barnes

### 1868-69
12 Dicembre 1868 No Names ?-? Barnes
6 Marzo 1869 Barnes ?-? No Name

### 1869-70
30 Ottobre 1869 Barnes 1-0 No Name
22 Gennaio 1870 Barnes 1-0 No Name